# كرسلو (باكينجهامشير)
كرسلو (بالإنجليزية: Creslow)‏ هي قرية وأبرشية مدنية تقع في المملكة المتحدة في إنجلترا. يقدر عدد سكانها بـ 22 نسمة .